# Олександр IV Лопушанин

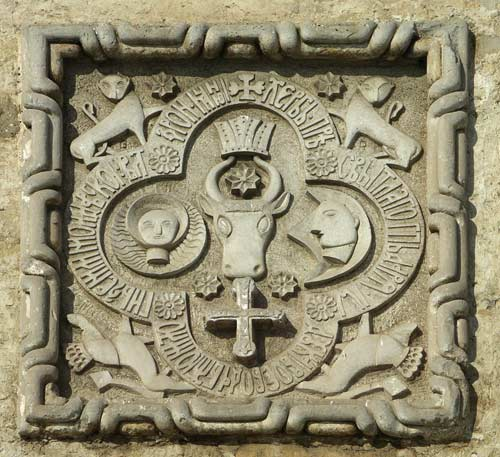
Родовий герб Мушатовичів

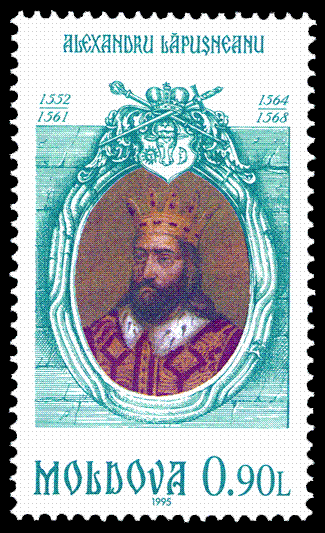
Поштова марка Молдови, 1995 рік

Олександр IV Лопушанин, українізована версія імені молдовського господаря Александру IV Лепушняну (пол. Aleksander IV Lăpuşneanu, рум. Alexandru Lăpuşneanu, англ. Alexandru Lăpuşneanu) (30 листопада 1499 — † 9 березня/11 березня (чи 5 травня) 1565) — господар Молдови (двічі займав престол) (4/12 вересня 1552 — 30 листопада 1561, 20 лютого/10 березня 1564 — 9 березня 1568) з роду Мушатовичів.

## Біографія
Майбутній господар (князь, воєвода) Молдови народився в селі Лопушна і отримав при народженні ім'я Петро Олександр (рум. Петру Александру), він був позашлюбним сином господаря Богдана III Сліпого, з роду Мушатів (Мушатовичів) (за його власним твердженням). Досягнувши зрілого віку він отримав боярський титул, на той час він був відомий як боярин Петро Стольник.
В 1552 бояри вбили господаря Стефана VI Рареша, поставивши правителем боярина Іона Жолдю. За підтримки частини бояр (роди Стурдза та Могила) і війська польного гетьмана Миколи Сенявського через декілька днів загони Петра Стольника на чолі з ворником боярином Моцоком оточили біля Шипота господаря Іоана І Жолдю, якому відрізали ніс і постригли у монастир. Петро Стольник став господарем, прийнявши тронне ім'я Олександр IV Лопушанин (взявши прізвище від місцевості свого народження — села Лопушна). Для більшої легітимності він одружився з нареченою Іоана І Жолді Руксандрою (1538 — 21 листопада 1570), доньці господаря Петра IV Рареша і племінниці господаря Богдана III Сліпого, таким чином, вона доводилась йому двоюрідною сестрою.
Він визнав себе васалом польського короля, одночасно отримавши затвердження у султана. Через самостійну політику виникали постійні змови, підтримувані і Польщею, через що господар почав проявляти більшу лояльність до Османської імперії, зокрема в її інтересах втручався у справи Валахії. У князівстві росли міста за рахунок зародження ремісничих цехів.
За підтримки Габсбургів і польського магната Альбрехта Ласького боярину Іону Якову Геракліду, греку за походженням, вдалось 18 листопада 1561 розбити у битві при Вербі (Сучаві) Олександра IV і посісти молдовський трон, під іменем Деспот Воде. Він був першим протестантом серед володарів Європи і першим іноземцем, господарем Молдови. Своє право на трон він мотивував тим, що є близьким родичем дружини Олександра IV — Руксандри. Через протегування при дворі іноземцям, протестантам, конфлікт з Лаським, введення нових податків 1563 був вбитий боярами.
Провідник заколоту боярин Стефан Томша став господарем під іменем Стефан VII, але не отримав затвердження у Високій Порті, з якою він почав боротись. Його покинули прибічники і 1564 він втік на Поділля. На прохання султана король Сигізмунд II Август наказав його схопити Юрію Язловецькому. Пізніше був страчений у Львові.
За підтримки турків Олександр IV Лопушанин у березні 1564 повернув собі трон господаря, заплативши султану 200 тисяч золотих за визнання і розпочавши переслідування бояр. Другий період правління відзначився залежністю від турків, що допомогли йому посісти трон. Зокрема, за повідомленням боярина Ґріґоре Уреке, виконуючи дану туркам обіцянку, він зруйнував всі замки в Молдовському князівстві, окрім Хотина, який оберігав кордон зі сторони Польщі. Переніс столицю з неприступної Сучави до Ясс, які були на відкритій місцевості й завжди доступні для турків.
Помер 5 травня 1565, після хвороби, прийнявши перед смертю чернече ім'я Пахомій, перед цим пообіцявши насильно постригти в монахи багатьох бояр. Вважається, що був отруєний боярами, за співучасті власної дружини, саме через цю обіцянку. Був похоронений у фундованому ним монастирі Слатіна.
З його синів троє, а саме Богдан IV Лопушанин, Арон Тиран та Петро VI Козак, стали в майбутньому господарями Молдови.

## Сім'я
Його дружиною (з осені 1552) стала молдовська княжна Руксандра (Роксандра, Роксанда, Роксана, Розанда) (1538 — 21 листопада 1570), донька господаря Петра IV Рареша і його другої дружини, сербської княжни (деспотівни) Єлени Катерини Бранкович. Спочатку Руксандра була нареченою боярина Іоана І Жолді, котрий захопив молдовський трон у вересні 1552 року, але через кілька днів був розбитий військом майбутнього господаря Олександра IV Лепушняну, після чого його силоміць постригли в монахи, а сам Олександр і став її чоловіком. Якщо твердження про те, що Олександр IV Лепушняну був позашлюбним сином господаря Богдана III Сліпого правдиве, то Руксандра доводилась йому двоюрідною сестрою. Вважається, що Руксандра мала пряме відношення до отруєння свого чоловіка, а отже й до його смерті в 1568 році. Після цього вона правила Молдовою два роки (1568–1570), до своєї смерті, при малолітньому синові Богданові IV Лепушняну.
Діти Олександра IV Лопушанина від Руксандри:
- Богдан IV Лопушанин (1553–1574/77) — господар Молдови (1568–1572), усунутий з трону, спочатку втік в Польщу, пізніше в Москву, де й помер.
- Стефан — княжич, невдало намагався боротись за молдовський трон, після чого змушений втекти в Москву, де й помер після 1606 року.

Від різних зв'язків мав також позашлюбних синів:
- Арон Тиран (ім'я при народженні: Арон Емануїл) (? — 1597) — господар Молдови (1591–1592; 1592–1595), скинутий з трону, заточений в замку Вінц, де був пізніше отруєний.
- Петро VI Козак (? — 15 листопада 1592) — господар Молдови (серпень — 25 жовтня 1592), скинутий з трону і відвезений в Стамбул (Константинополь), де й був страчений за наказом турецького султана.
- Ілля (Іліє, Ілляш, Іліаш) — титулярний господар Валахії (березень 1591), його сином був Олександр IV Ілляш, майбутній господар Валахії (1616–1618; 1629–1630) та Молдови (1620–1621; 1631–1633).
- Петру (Петро) — зумів втекти з турецького полону з Стамбула (Константинополя) в 1569 році, господар-претендент на трон Молдови в 1571 та 1578 роках.
- також мав, як мінімум, двох доньок.

## Фундації
Олександр IV був відомий щедрими наданнями на будівництво церков, монастирів. Оскільки самопроголошені московські митрополити з 1448 перебували в схизмі, то за допомогою у церковних справах духовні особи Галичини звертались до православних господарів Молдови та Валахії. На прохання єпископів львівського Макарія Тучапського і перемиського Арсенія він 1553 надав кошти на завершення будівництва третьої будівлі Успенської церкви у Львові, званої згодом Волоською. Дещо згодом господар Олександр IV звертався до львівських братчиків з проханням надати майстрів для розпису нової церкви в Яссах (1565).

## Пам'ять
- В 1995 році було випущено поштову марку Молдови, присвячену господареві Олександрові IV Лепушняну.

В 2014 році вирішено відновити колишній маєток господаря Олександра IV Лепушняну, що знаходився в селі Лепушна.

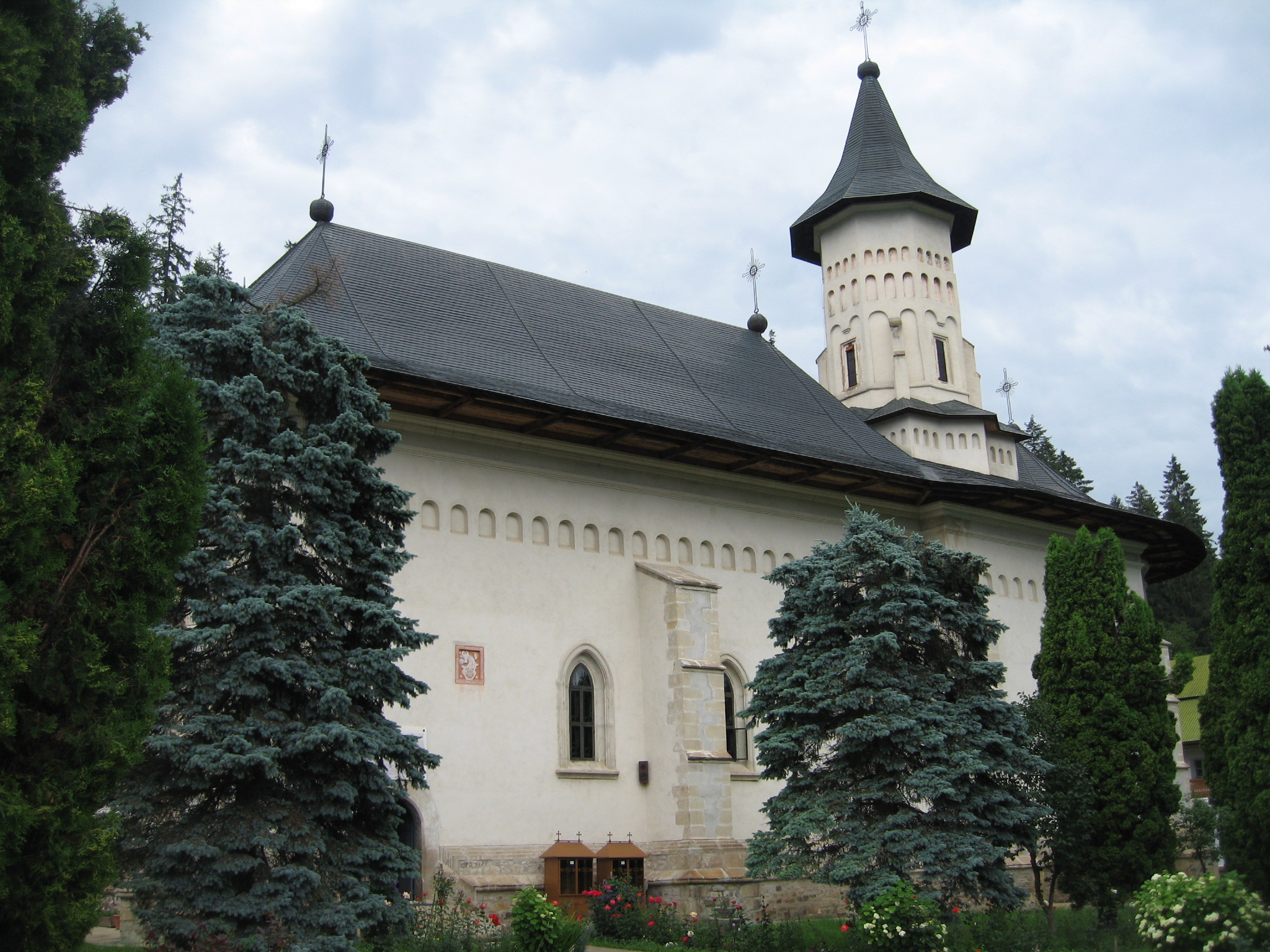
Церква Преображення Господнього у монастирі Слатіна
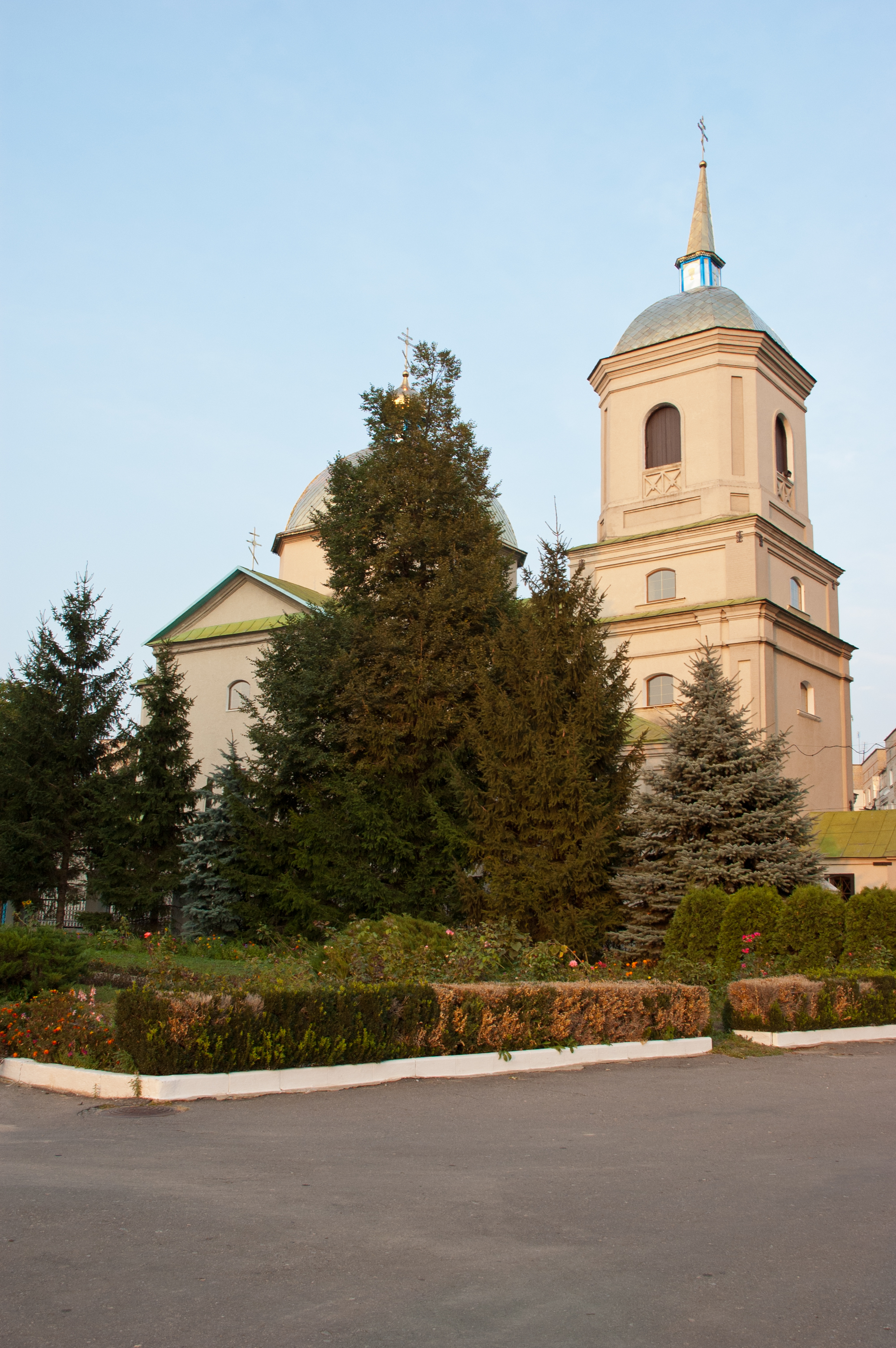
Будівля Успенської церкви фундації Олександра IV Лопушану